# Breathing Is Irrelevant
Albums de Ion Dissonance
.357 Solace
Breathing Is Irrelevant est le premier album studio du groupe de metal canadien Ion Dissonance.
On retrouve sur ce premier opus les morceaux The Bud Dwyer Effect et The Girl Nextdoor Is Always Screaming..., déjà édités par Willowtip sur une démo de deux titres, .357.
Le titre de la piste The Death of One Man Is a Tragedy, The Death Of 10,000 Is a Statistic est une citation attribuée au célèbre dictateur soviétique Joseph Staline.
L'album est sorti le 2 septembre 2003 sur le label Willowtip Records.

## Musiciens
- Gabriel McCaughry – chant
- Antoine Lussier – guitare
- Sebastien Chaput – guitare
- Miguel Valade – basse
- Jean-François Richard – batterie

## Liste des titres
1. Substantial Guilt VS. The Irony of Enjoying - 3:29
2. The Bud Dwyer Effect - 4:41
3. Failure in the Process of Identifying a Dream - 4:39
4. 101101110110001 - 2:34
5. Binary, Part II - 4:05
6. The Death of One Man Is a Tragedy, The Death Of 10,000 Is a Statistic - 2:02
7. Oceanic Motion - 3:19
8. The Girl Nextdoor Is Always Screaming... - 3:30
9. A Regular Dose Of Azure - 3:46